# Peter Krištúfek
Peter Krištúfek (23. června 1973, Bratislava, Slovensko – 23. dubna 2018) byl slovenský spisovatel, trojnásobný finalista literární soutěže Poviedka (v letech 2000, 2002 a 2004).

## Život
Vystudoval filmovou a televizní režii na bratislavské VŠMU a za svou režijní tvorbu získal řadu ocenění. Pracoval jako moderátor ve více rádiích, později se věnoval zejména režijní a literární tvorbě. Byl také členem hudební skupiny EYE.
Zemřel při dopravní nehodě autobusu dne 23. dubna 2018.

## Tvorba
Peter Krištúfek debutoval sbírkou povídek Nepřesné místo a publikoval povídky v periodikách Vlna, Knižní revue, Romboid, Revue Labyrint, Pravda, SME a Rak. Některé byly také přednesené v slovenském a českém rozhlase. Kromě knih vytvořil i více než 20 autorských dokumentárních filmů.

## Dílo
- 2002 – Nepresné miesto, kniha krátkých próz (získal za ni prémii Ceny Ivana Kraska) (ISBN 80-88897-92-0)
- 2004 – Voľným okom, kniha povídek (ISBN 80-89129-40-4)
- 2005 – Hviezda vystrihnutého záberu, román (ISBN 80-89129-63-3)
- 2006 – Rota pomalého nasadenia, kniha scén z filmů Ronyho Escherwooda (spoluautor Dado Nagy) (ISBN 80-89129-81-1)
- 2008 – Šepkár, satirický román (ISBN 978-80-89218-66-0)
- 2012 – Dom hluchého, román
- 2013 – Atlas zabúdania, román
- 2014 – Ema a smrtihlav, novela
- 2016 – Telá, román
- 2018 – Lady Xanax, pán Snehulienka a ja, připravovaná